# 2016 год в боксе
2016 год в боксе.

## Любительский бокс
- 4 июня  Кубинские Ускорители победили 9:1 в финале  Британские Львиные Сердца и стали победителями шестого сезона всемирной серии бокса

### Олимпийские игры

#### Мужчины
| Категория   | Золото                           | Серебро                        | Бронза                             |
| До 49 кг    | Хасанбой Дусматов Узбекистан     | Юберхен Мартинес Колумбия      | Хоанис Архилагос Куба              |
| До 49 кг    | Хасанбой Дусматов Узбекистан     | Юберхен Мартинес Колумбия      | Нико Эрнандес США                  |
| До 52 кг    | Шахобиддин Зоиров Узбекистан     | Миша Алоян Россия              | Йоэль Финоль Венесуэла             |
| До 52 кг    | Шахобиддин Зоиров Узбекистан     | Миша Алоян Россия              | Ху Цзяньгуань Китай                |
| До 56 кг    | Робейси Рамирес Куба             | Шакур Стивенсон США            | Владимир Никитин Россия            |
| До 56 кг    | Робейси Рамирес Куба             | Шакур Стивенсон США            | Муроджон Ахмадалиев Узбекистан     |
| До 60 кг    | Робсон Консейсан Бразилия        | Софьян Умиа Франция            | Ласаро Альварес Куба               |
| До 60 кг    | Робсон Консейсан Бразилия        | Софьян Умиа Франция            | Доржнямбуугийн Отгондалай Монголия |
| До 64 кг    | Фазлиддин Гаибназаров Узбекистан | Лоренсо Сотомайор Азербайджан  | Виталий Дунайцев Россия            |
| До 64 кг    | Фазлиддин Гаибназаров Узбекистан | Лоренсо Сотомайор Азербайджан  | Артём Арутюнян Германия            |
| До 69 кг    | Данияр Елеусинов Казахстан       | Шахрам Гиясов Узбекистан       | Мохаммед Рабии Марокко             |
| До 69 кг    | Данияр Елеусинов Казахстан       | Шахрам Гиясов Узбекистан       | Сулейман Сиссоко Франция           |
| До 75 кг    | Арлен Лопес Куба                 | Бектемир Меликузиев Узбекистан | Мисаэль Родригес Мексика           |
| До 75 кг    | Арлен Лопес Куба                 | Бектемир Меликузиев Узбекистан | Камран Шахсуварлы Азербайджан      |
| До 81 кг    | Хулио Сесар Ла Крус Куба         | Адильбек Ниязымбетов Казахстан | Джошуа Буатси Великобритания       |
| До 81 кг    | Хулио Сесар Ла Крус Куба         | Адильбек Ниязымбетов Казахстан | Матьё Бодерлик Франция             |
| До 91 кг    | Евгений Тищенко Россия           | Василий Левит Казахстан        | Рустам Тулаганов Узбекистан        |
| До 91 кг    | Евгений Тищенко Россия           | Василий Левит Казахстан        | Эрисланди Савон Куба               |
| Свыше 91 кг | Тони Йока Франция                | Джозеф Джойс Великобритания    | Филип Хргович Хорватия             |
| Свыше 91 кг | Тони Йока Франция                | Джозеф Джойс Великобритания    | Иван Дычко Казахстан               |

#### Женщины
| Категория | Золото                      | Серебро                   | Бронза                    |
| До 51 кг  | Никола Адамс Великобритания | Сара Урамун Франция       | Жэнь Цаньцань Китай       |
| До 51 кг  | Никола Адамс Великобритания | Сара Урамун Франция       | Ингрит Валенсия Колумбия  |
| До 60 кг  | Эстель Моссели Франция      | Инь Цзюньхуа Китай        | Мира Потконен Финляндия   |
| До 60 кг  | Эстель Моссели Франция      | Инь Цзюньхуа Китай        | Анастасия Белякова Россия |
| До 75 кг  | Кларесса Шилдс США          | Наухка Фонтейн Нидерланды | Дарига Шакимова Казахстан |
| До 75 кг  | Кларесса Шилдс США          | Наухка Фонтейн Нидерланды | Ли Цянь Китай             |

## Профессиональный бокс

### Тяжёлый вес
- 16 января  Деонтей Уайлдер победил KO9  Артура Шпильку и защитил титул чемпиона мира по версии WBC.
- 16 января  Чарльз Мартин победил TKO3  Вячеслава Глазкова и завоевал вакантный титул чемпиона мира по версии IBF. (Глазков травмировал колено, и не смог продолжать поединок).
- 16 января экс-чемпион мира  Дэвид Хэй победил TKO1  Марка Де Мори[англ.] — возвращение в профессиональный бокс Дэвида Хэя.
- 5 марта  Лукас Браун победил TKO10  Руслана Чагаева и завоевал титул чемпиона мира по версии WBA.

- 5 марта временный чемпион мира по версии WBA  Луис Ортис победил KO6  Тони Томпсона.
- 2 апреля  Жоан Дюапа победил KO6  Роберта Хелениуса и завоевал вакантный титул чемпиона по версии WBC Silver.
- 2 апреля  Эрик Молина победил KO10 экс-чемпиона мира  Томаша Адамека и завоевал вакантный титул чемпиона по версии IBF Inter-Continental.
- 9 апреля  Энтони Джошуа победил KO2  Чарльза Мартина и завоевал титул чемпиона мира по версии IBF.
- 7 мая  Кубрат Пулев победил SD  Дерека Чисору и завоевал вакантный титул чемпиона Европы по версии EBU, и занял строчку № 2 в рейтинге IBF.
- 12 мая WBA объявила о том что  Лукас Браун лишён титула и дисквалифицирован на 6 месяцев за использование запрещённого препарата кленбутерола.[1]
- 21 мая  Джозеф Паркер победил UD  Карлоса Такама и завоевал статус обязательного претендента на бой с чемпионом мира по версии IBF.
- 21 мая экс-чемпион мира  Дэвид Хэй победил TKO2  Арнольда Гьерджайя.
- 25 июня  Энтони Джошуа победил TKO7  Доминика Бризила и защитил титул чемпиона мира по версии IBF.
- 16 июля  Деонтей Уайлдер победил RTD8  Криса Арреолу и защитил титул чемпиона мира по версии WBC.
- 1 октября претендент на титул чемпиона мира  Джозеф Паркер победил KO3  Александра Димитренко и защитил титул чемпиона по версии WBO Oriental.
- 12 ноября  Луис Ортис победил UD  Малика Скотта и завоевал вакантный титул чемпиона по версии WBA Inter-Continental.
- 3 декабря  Кубрат Пулев победил TKO4  Сэмюэля Питера и завоевал вакантный титул чемпиона по версии WBA Inter-Continental.
- 10 декабря  Джозеф Паркер победил MD  Энди Руиса и завоевал вакантный титул чемпиона мира по версии WBO.
- 10 декабря  Энтони Джошуа победил TKO3  Эрика Молину и защитил титул чемпиона мира по версии IBF.
- 17 декабря должен был состоятся бой между  Александром Поветкиным и  Бермейном Стиверном за титул временного чемпиона мира по версии WBC. Однако из-за положительной пробы взятой у Поветкина которая показала наличие запрещённого препарата остарина, бой был отменён а сам российский боксёр временно дисквалифицирован.[2]

### Первый тяжёлый вес
- 27 февраля  Марко Хук, третий раз в карьере, победил RTD10  Олу Афолаби и завоевал титул чемпиона мира по версии IBO.
- 14 марта  Григорий Дрозд из-за травмы отказался от титула WBC, и объявлен почётным чемпионом. Титул остался вакантным.
- 16 апреля  Кшиштоф Гловацкий победил UD  Стива Каннингема и защитил титул чемпиона мира по версии WBO.
- 14 мая  Майрис Бриедис победил TKO9  Оланреваджу Дуродолу и завоевал титул чемпиона по версии WBC Silver, и статус обязательного претендента на бой с чемпионом мира по версии WBC.
- 17 мая  Мурат Гассиев победил KO1  Джордана Шиммелла[англ.] и заняв строчку № 2 в рейтинге IBF получил статус обязательного претендента на бой с чемпионом мира по версии IBF.
- 20 мая  Юниер Дортикос победил TKO10  Йоури Каленгу и завоевал титул временного чемпиона мира по версии WBA.

- 21 мая в объединённом бою  Денис Лебедев победил TKO2  Виктора Рамиреса и объединил титулы чемпиона мира по версиям WBA (super) и IBF.
- 21 мая  Бейбут Шуменов победил TKO10  Джуниора Энтони Райта и завоевал вакантный титул чемпиона мира по версии WBA.
- 29 мая  Тони Белью победил TKO3  Илунга Макабу и завоевал вакантный титул чемпиона мира по версии WBC.
- 17 сентября  Александр Усик победил UD  Кшиштофа Гловацкого и завоевал титул чемпиона мира по версии WBO.
- 15 октября  Тони Белью победил TKO3  Би Джей Флореса и защитил титул чемпиона мира по версии WBC.
- 19 ноября  Марко Хук победил UD  Дмитрия Кучера и защитил титул чемпиона мира по версии IBO.
- 3 декабря  Мурат Гассиев победил SD  Дениса Лебедева и завоевал титул чемпиона мира по версии IBF.
- 17 декабря  Александр Усик победил KO9  Табисо Мчуну и защитил титул чемпиона мира по версии WBO.

### Полутяжёлый вес
- 30 января второй раз в карьере  Сергей Ковалёв победил RTD7  Жана Паскаля и защитил титулы чемпиона мира по версиям WBA (super), WBO и IBF.
- 12 марта второй раз в карьере  Юрген Бремер победил UD  Эдуарда Гуткнехта и защитил титул чемпиона мира по версии WBA.
- 26 марта экс-чемпион мира  Андре Уорд победил UD  Салливана Баррера и завоевал статус обязательного претендента на бой с чемпионом мира по версии IBF.
- 21 мая  Дмитрий Бивол победил UD  Феликса Валеру и завоевал титул временного чемпиона мира по версии WBA.
- 21 мая  Умар Саламов победил UD  Боба Аджисафе[англ.] и завоевал вакантный титул чемпиона мира по версии IBO.
- 18 июня  Джо Смит-младший победил TKO1 экс-чемпиона мира  Анджея Фонфару и завоевал титул чемпиона по версии WBC International.
- 11 июля  Сергей Ковалёв победил UD  Айзека Чилембу и защитил титулы чемпиона мира по версиям WBA (super), WBO и IBF.
- 29 июля  Адонис Стивенсон победил KO4  Томаса Уильямса мл. и защитил титул чемпиона мира по версии WBC.
- 1 октября  Нэйтен Клеверли победил RTD6  Юргена Бремера и завоевал титул чемпиона мира по версии WBA.

- 19 ноября  Андре Уорд победил UD  Сергея Ковалёва и завоевал титулы чемпиона мира по версиям WBA (super), WBO и IBF.
- 17 декабря  Джо Смит-младший победил KO8 экс-чемпиона мира  Бернарда Хопкинса и защитил титул чемпиона по версии WBC International.

### Второй средний вес
- 9 января в бое реванше  Джованни Де Каролис победил TKO11  Винсента Файгенбутца и завоевал титулы чемпиона мира по версиям WBA и GBU.
- 20 февраля в бое реванше  Феликс Штурм победил MD  Фёдора Чудинова и завоевал титул чемпиона мира по версии WBA (super).
- 9 апреля  Хильберто Рамирес победил UD  Артура Абрахама и завоевал титул чемпиона мира по версии WBO.
- 30 апреля  Джеймс Дигейл победил UD  Рохелио Медину[англ.] и защитил титул чемпиона мира по версии IBF.
- 30 апреля  Баду Джек свёл вничью MD бой с  Лучианом Буте и защитил титул чемпиона мира по версии WBC.
- 25 июня  Джордж Гроувс победил UD  Мартина Мюррея и защитил титул чемпиона по версии WBA International, также завоевав статус обязательного претендента на бой с чемпионом мира по версии WBA.
- 16 июля  Джованни Де Каролис свёл вничью MD бой с  Тайроном Цойге и защитил титул чемпиона мира по версии WBA.
- 5 ноября  Тайрон Цойге победил TKO12  Джованни Де Каролиса и завоевал титул чемпиона мира по версии WBA.

### Средний вес
- 23 апреля  Геннадий Головкин победил KO2  Доминика Уэйда и защитил титулы чемпиона мира по версиям WBA (super), IBF, WBC (interim) и IBO.
- 7 мая  Сауль Альварес победил KO6  Амира Хана и защитил титул чемпиона мира по версии WBC, поединок прошёл в промежуточном весе до 155 фунтов (70,3 кг).
- 18 мая объявлено о том что  Сауль Альварес отказался от титула чемпиона мира WBC и титул перешёл  Геннадию Головкину как владельцу титула чемпиона мира WBC (interim).
- 21 июля  Сергей Деревянченко победил TKO2  Сэма Солимана и завоевал статус обязательного претендента на бой с чемпионом мира по версии IBF.
- 9 сентября  Дэниел Джейкобс второй раз в карьере, победил TKO7  Серхио Мору и защитил титул чемпиона мира по версии WBA.

- 10 сентября  Геннадий Головкин победил TKO5  Келла Брука и защитил титулы чемпиона мира по версиям WBC, WBA (super), IBF и IBO.
- 3 декабря  Билли Джо Сондерс победил UD   Артура Акавова и защитил титул чемпиона мира по версии WBO.
- 17 декабря  Хассан Н’Дам Н’Жикам победил KO1  Альфонсо Бланко и завоевал титул временного чемпиона мира по версии WBA.

### Второй полусредний (первый средний вес)
- 9 апреля  Джек Кулкай победил RTD9  Жана Карлоса Праду[англ.] и защитил титул временного чемпиона мира по версии WBA.
- 21 мая  Эрисланди Лара победил UD  Ванеса Мартиросяна и защитил титулы чемпиона мира по версиям WBA (super) и IBO.
- 21 мая  Джермалл Чарло победил UD  Остина Траута и защитил титул чемпиона мира по версии IBF.
- 21 мая  Джермелл Чарло победил KO8  Джона Джексона и завоевал вакантный титул чемпиона мира по версии WBC.
- 4 июня  Лиам Смит победил KO2  Предрага Радошевича и защитил титул чемпиона мира по версии WBO.
- 17 сентября  Сауль Альварес победил KO9  Лиама Смита и завоевал титул чемпиона мира по версии WBO.

### Полусредний вес
- 23 января  Дэнни Гарсия победил UD  Роберта Герреро и завоевал вакантный титул чемпиона мира по версии WBC.
- 5 марта  Джесси Варгас победил TKO9  Садама Али и завоевал вакантный титул чемпиона мира по версии WBO.
- 26 марта  Келл Брук победил TKO2  Кевина Бизье[англ.] и защитил титул чемпиона мира по версии IBF.
- 9 апреля экс-чемпион мира  Мэнни Пакьяо победил UD  Тимоти Брэдли и завоевал вакантный титул чемпиона по версии WBO International.
- 28 мая  Давид Аванесян победил UD  Шейна Мосли и защитил титул временного чемпиона мира по версии WBA.
- 25 июня  Кит Турман победил UD  Шона Портера и защитил титул чемпиона мира по версии WBA.
- 5 ноября  Мэнни Пакьяо победил UD  Джесси Варгаса и завоевал титул чемпиона мира по версии WBO.

### Первый полусредний вес (второй лёгкий)
- 27 февраля  Теренс Кроуфорд победил TKO5  Генри Ланди[англ.] и защитил титул чемпиона мира по версии WBO.
- 19 марта экс-чемпион мира  Майк Альварадо победил KO3  Сауля Коррала.
- 1 апреля  Эдриэн Бронер победил TKO9  Эшли Теофейна[англ.], но Бронер не уложился в лимит весовой категории и потерял титул чемпиона мира по версии WBA.
- 8 апреля в бое реванше  Эдуард Трояновский победил TKO7  Сесара Рене Куэнка и защитил титулы чемпиона мира по версиям IBF и IBO.
- 7 мая  Фрэнки Гомес[англ.] победил UD экс-чемпиона мира  Маурисио Эрреру.
- 28 мая  Рики Бёрнс победил TKO8  Микеле Ди Рокко и завоевал вакантный титул чемпиона мира по версии WBA.
- 23 июля в объединённом бою  Теренс Кроуфорд победил UD  Виктора Постола и объединил титулы чемпиона мира по версиям WBC и WBO.
- 9 сентября  Эдуард Трояновский победил TKO2  Кейта Обару и защитил титулы чемпиона мира по версиям IBF и IBO.
- 7 октября  Рики Бёрнс победил UD  Кирилла Релиха и защитил титул чемпиона мира по версии WBA.
- 3 декабря  Джулиус Индонго победил KO1  Эдуарда Трояновского и завоевал титулы чемпиона мира по версиям IBF и IBO.
- 10 декабря  Теренс Кроуфорд победил TKO8  Джона Молину-младшего[англ.] и защитил титулы чемпиона мира по версиям WBC и WBO.

### Лёгкий вес
- 12 марта  Терри Флэнаган победил UD  Дерри Мэтьюса и защитил титул чемпиона мира по версии WBO.
- 19 марта экс-чемпион мира  Хуан Диас победил TKO9  Фернандо Гарсию.
- 7 мая  Энтони Кролла победил KO7 временного чемпиона  Исмаэля Баррозу, нанеся первое поражение венесуэльцу и защитил титул чемпиона мира по версии WBA.
- 3 июня  Рансес Бартелеми победил SD  Микки Бея и защитил титул чемпиона мира по версии IBF.
- 11 июня  Деян Златичанин победил TKO3  Франклина Мамани и завоевал вакантный титул чемпиона мира по версии WBC.
- 16 июля  Терри Флэнаган победил UD  Мзонке Фана и защитил титул чемпиона мира по версии WBO.
- 9 сентября  Роберт Истер-младший победил SD  Ричарда Комми и завоевал вакантный титул чемпиона мира по версии IBF.
- 24 сентября  Хорхе Линарес победил UD  Энтони Кролла и завоевал титул чемпиона мира по версии WBA.
- 26 ноября  Терри Флэнаган победил TKO8  Орландо Круса и защитил титул чемпиона мира по версии WBO.

### Второй полулёгкий (первый лёгкий) вес
- 12 марта  Мигель Берчельт победил TKO6  Джорджа Юпа и завоевал титул временного чемпиона мира по версии WBO.
- 16 апреля  Хосе Педраса победил UD  Стивена Смита и защитил титул чемпиона мира по версии IBF.
- 27 апреля  Хесреэль Корралес победил KO2  Такаси Утияму нанеся японцу первое поражение в карьере и завоевал титул чемпиона мира по версии WBA Super.
- 4 июня  Франсиско Варгас свёл вничью MD бой с  Орландо Салидо и защитил титул чемпиона мира по версии WBC.
- 11 июня  Василий Ломаченко победил KO5  Романа Мартинеса и завоевал титул чемпиона мира по версии WBO.
- 24 июня  Джейсон Соса победил TKO11  Хавьера Фортуну нанеся последнему первое поражение в профи карьере и завоевал титул чемпиона мира по версии WBA.
- 16 июля  Мигель Берчельт победил KO4  Чонлатарна Пирияпиньо[англ.] и защитил титул временного чемпиона мира по версии WBO.
- 12 ноября  Джейсон Соса победил UD  Стивена Смита и защитил титул чемпиона мира по версии WBA.
- 26 ноября  Василий Ломаченко победил RTD7  Николаса Уолтерса и защитил титул чемпиона мира по версии WBO.
- 31 декабря  Хесреэль Корралес в бою реванше победил SD  Такаси Утияму нанеся японцу второе поражение в карьере и защитил титул чемпиона мира по версии WBA Super.

### Полулёгкий вес
- 27 февраля  Лео Санта Крус победил KO5  Кико Мартинеса и защитил титул чемпиона мира по версии WBA (super).
- 5 марта  Оскар Эскандон победил KO7  Робинсона Кастелланоса и завоевал титул временного чемпиона мира по версии WBC.
- 9 апреля  Ли Селби победил UD  Эрика Хантера и защитил титул чемпиона мира по версии IBF.
- 9 апреля  Оскар Вальдес победил TKO4 экс-чемпиона мира  Евгения Градовича и завоевал вакантный титул чемпиона по версии WBO NABO.
- 16 апреля  Гэри Расселл-младший победил TKO2  Патрика Хайленда[англ.] и защитил титул чемпиона мира по версии WBC.
- 23 июля  Оскар Вальдес победил TKO2  Матиаса Руэду[англ.] и завоевал вакантный титул чемпиона мира по версии WBO.
- 30 июля  Карл Фрэмптон победил MD  Лео Санта Круса и завоевал титул чемпиона мира по версии WBA (super).
- 10 декабря  Абнер Марес победил SD  Хесуса Куэльяра и завоевал титул чемпиона мира по версии WBA.

### Второй легчайший вес
- 27 февраля в объединённом бою  Карл Фрэмптон победил SD  Скотта Куигга и объединил титулы чемпиона мира по версиям WBA (super) и IBF.
- 27 февраля  Уго Руис взял реванш, победив KO1  Хулио Сеху и завоевал титул чемпиона мира по версии WBC.
- 23 апреля  Нонито Донэр победил TKO3  Золта Бедака[англ.] и защитил титул чемпиона мира по версии WBO.
- 11 июня  Мойзес Флорес[англ.] победил UD  Паулюса Амбунду и завоевал титулы чемпиона мира по версиям WBA (временный) и IBO.
- 24 июня  Нехомар Кармено победил TKO12  Цю Хяоюна[англ.] и завоевал вакантный титул чемпиона мира по версии WBA.
- 16 июля  Гильермо Ригондо победил RTD2  Джеймса Диккенса[англ.] и завоевал титул чемпиона мира по версии WBA Super.
- 20 июля  Хонатан Гусман победил TKO11  Синго Вакэ[англ.] и завоевал вакантный титул чемпиона мира по версии IBF.
- 5 ноября  Джесси Магдалено победил UD  Нонито Донэра и завоевал титул чемпиона мира по версии WBO.
- 31 декабря  Юкинори Огуни победил UD  Хонатана Гусмана и завоевал титул чемпиона мира по версии IBF.

### Легчайший вес
- 12 февраля  Пунглуанг Сор Сингю победил TD7  Джетро Пабутсана и защитил титул чемпиона мира по версии WBO.
- 4 марта  Синсукэ Яманака победил UD  Либорио Солиса и защитил титул чемпиона мира по версии WBC.
- 9 апреля  Джейми МакДоннелл победил TKO9  Фернандо Варгаса и защитил титул чемпиона мира по версии WBA.
- 14 мая  Ли Хаскинс[англ.] победил UD  Ивана Моралеса[англ.] и защитил титул чемпиона мира по версии IBF.
- 18 июня в бою реванше  Роши Уоррен победил MD  Хуана Карлоса Пайано и завоевал титулы чемпиона мира по версиям WBA (Super) и IBO.
- 27 июля  Марлон Тапалес победил KO11  Пунглуанга Сор Сингю[англ.] и завоевал титул чемпиона мира по версии WBO.
- 10 сентября  Ли Хаскинс[англ.] победил UD  Стюарта Холла и защитил титул чемпиона мира по версии IBF.
- 11 ноября  Джейми МакДоннелл победил UD  Либорио Солиса и защитил титул чемпиона мира по версии WBA.

### Второй наилегчайший вес
- 23 апреля  Карлос Куадрас победил RTD8  Ричи Мепранума[англ.] и защитил титул чемпиона мира по версии WBC.
- 27 апреля  Кохэй Коно победил UD  Интханона Ситхамуанга и защитил титул чемпиона мира по версии WBA.
- 8 мая  Наоя Иноуэ победил UD  Давида Кармона и защитил титул чемпиона мира по версии WBO.
- 31 августа  Луис Консепсьон победил UD  Кохэй Коно и завоевал титул чемпиона мира по версии WBA.
- 3 сентября  Жервин Анкажас победил UD  ЭмСиЖое Арройо и завоевал титул чемпиона мира по версии IBF.
- 4 сентября  Наоя Иноуэ победил KO10  Каруна Йарупианлерда и защитил титул чемпиона мира по версии WBO.
- 10 сентября  Роман Гонсалес победил UD  Карлоса Куадраса и завоевал титул чемпиона мира по версии WBC.
- 10 декабря  Халид Яфай победил UD  Луиса Консепсьона и завоевал вакантный титул чемпиона мира по версии WBA, Консепсьон не уложился в лимит весовой категории и титул был объявлен вакантным.
- 30 декабря  Наоя Иноуэ победил TKO6  Кохэй Коно и защитил титул чемпиона мира по версии WBO.

### Наилегчайший вес
- 9 февраля в бою реванше  Стамп Киатниват победил MD  Грегорио Леброна и защитил титул временного чемпиона мира по версии WBA.
- 23 апреля  Роман Гонсалес победил UD  Маквильямса Арройо[англ.] и защитил титул чемпиона мира по версии WBC.
- 25 мая  Джонриэль Касимеро победил KO4 в бою реванше  Амната Руенроенга и завоевал титул чемпиона мира по версии IBF.
- 20 июля  Кадзуто Иока победил KO11  Кейвина Лару и защитил титул чемпиона мира по версии WBA.
- 10 сентября  Джонриэль Касимеро победил TKO10  Чарли Эдвардса и защитил титул чемпиона мира по версии IBF.
- 5 ноября  Цзоу Шимин победил UD  Праситсака Фапрома и завоевал вакантный титул чемпиона мира по версии WBO.
- 31 декабря  Кадзуто Иока победил TKO7  Юттана Каенса и защитил титул чемпиона мира по версии WBA.

### Первый наилегчайший вес
- 4 марта  Ганиган Лопес победил MD  Ю Кимуру и завоевал титул чемпиона мира по версии WBC.
- 27 апреля  Рёити Тагути победил RTD11  Хуана Хосе Ландаету и защитил титул чемпиона мира по версии WBA.
- 8 мая  Акира Яэгаси победил SD  Мартина Текуапетлу и защитил титул чемпиона мира по версии IBF.
- 28 мая  Донни Ньетес победил RTD5  Рауля Гарсию и защитил титул чемпиона мира по версии WBO.
- 2 июля  Ганиган Лопес[англ.] победил UD  Джонатана Таконинга и защитил титул чемпиона мира по версии WBC.
- 31 августа  Рёити Тагути победил UD  Рио Миядзаки и защитил титул чемпиона мира по версии WBA.
- 30 декабря  Акира Яэгаси победил TKO12  Виттаваса Басапина и защитил титул чемпиона мира по версии IBF.
- 31 декабря  Косэй Танака победил TKO5  Мойзеса Фуэнтеса[англ.] и завоевал вакантный титул чемпиона мира по версии WBO.
- 31 декабря  Рёити Тагути свёл вничью SD бой против  Карлоса Канисалеса и защитил титул чемпиона мира по версии WBA.

### Минимальный вес
- 4 февраля  Нокаут Си-Пи Фрешмарт победил UD  Карлоса Буитраго, и завоевал вакантный титул чемпиона мира по версии WBA.
- 3 марта  Ваенхонг Менайотин победил TKO5  Го Одаиру и защитил титул чемпиона мира по версии WBC.
- 19 марта  Байрон Рохас[англ.] победил UD  Хекки Бадлера и завоевал титулы чемпиона мира по версиям IBO и WBA Super.
- 29 июня  Нокаут Си-Пи Фрешмарт победил UD  Байрона Рохаса[англ.], и защитил титул чемпиона мира по версии WBA.
- 2 августа  Ваенхонг Менайотин победил UD  Сауля Хуареса и защитил титул чемпиона мира по версии WBC.
- 20 августа  Кацунари Такаяма победил TD6  Рику Кано и завоевал вакантный титул чемпиона мира по версии WBO.

## PPV шоу
Список боксёрских мероприятий прошедших по системе платных трансляций.

### США
| № | Дата        | Место проведения                       | Главный поединок и основной андеркарт | Телеканал      | Количество покупок ppv          | доходы с ppv | доходы с билетов |
| 1 | 9 апреля    | MGM Grand, Лас-Вегас, Невада, США      | Мэнни Пакьяо— Тимоти Брэдли (3) Артур Абрахам—Хильберто Рамирес Оскар Вальдес—Евгений Градович Александр Гвоздик—Наджиб Мохаммеди Константин Пономарёв—Брэд Соломон | HBO            | 400 000 (60$ за SD., 70$ за HD) |              |                  |
| 2 | 7 мая       | T-Mobile Arena, Лас-Вегас, Невада, США | Сауль Альварес— Амир Хан Давид Лемьё—Глэн Тапиа Маурисио Эррера—Френки Гомес Кёртис Стивенс—Патрик Тексирия                                                         | HBO            | 600 000 (60$ за SD., 70$ за HD) |              |                  |
| 3 | 23 июля     | MGM Grand, Лас-Вегас, Невада, США      | Теренс Кроуфорд— Виктор Постол Оскар Вальдес—Матиас Руэнда Ик Янг—Леонардо Заппавинга Хосе Бенавидес—Франсиско Сантана Александр Гвоздик—Томми Карпенси             | HBO            | 55 000 (50$ за SD., 60$ за HD)  |              |                  |
| 4 | 17 сентября | AT&T-стэдиум, Арлингтон, Техас, США    | Сауль Альварес— Лиам Смит Габриэль Росадо—Вилли Монро мл. Джозеф Диас—Эндрю Канцио Садам Али—Саул Загон Эдди Гомес—Дарио Ферман                                     | HBO            | 300 000 (60$ за SD., 70$ за HD) |              |                  |
| 5 | 5 ноября    | MGM Grand, Лас-Вегас, Невада, США      | Мэнни Пакьяо— Джесси Варгас Нонито Донэр—Джесси Магдалено Оскар Вальдес—Хирошиге Осава Цзоу Шимин—Кванчипит Онесондчанджим (2)                                      | HBO (Top Rank) | 300 000 (60$ за SD., 70$ за HD) |              |                  |
| 6 | 19 ноября   | MGM Grand, Лас-Вегас, Невада, США      | Сергей Ковалёв— Андре Уорд см. подробнее (Сергей Ковалёв — Андре Уорд) Александр Гвоздик—Айзек Чилемба Морис Хукер—Дарлей Перес Кёртис Стивенс—Джеймс Де Ла Роса    | HBO            | 160 000 (50$ за SD., 60$ за HD) |              |                  |

### Великобритания
| № | Дата        | Место проведения        | Главный поединок и основной андеркарт | Телеканал  | Количество покупок ppv | доходы с ppv | доходы с билетов |
| 1 | 27 февраля  | Лондон, Великобритания. | Карл Фрэмптон — Скотт Куигг Гэвин Макдоннелл—Хорхе Санчес Айзек Лов—Марко Макколло                                                                                 | Sky Sports | 304 000 (17 £ за HD)   |              |                  |
| 2 | 9 апреля    | Лондон, Великобритания. | Чарльз Мартин — Энтони Джошуа Ли Селби—Эрик Хантер Мэттью Макклин—Брайан Роуз Джейми Макдоннелл—Фернандо Варгас                                                    | Sky Sports | 500 000 (17 £ за HD)   |              |                  |
| 3 | 25 июня     | Лондон, Великобритания. | Энтони Джошуа — Доминик Бризил Джордж Гроувс—Мартин Мюррей Крис Юбенк (младший)—Том Доран Диллиан Уайт—Ивица Бакурин                                               | Sky Sports | 512 000 (17 £ за HD)   |              |                  |
| 4 | 10 сентября | Лондон, Великобритания. | Геннадий Головкин — Келл Брук см. подробнее (Геннадий Головкин — Келл Брук) Ли Хаскинс—Стюарт Холл Джонриель Касимеро—Чарльз Эдвардс Мартин Джозеф Уорд—Энди Тонед | Sky Sports | 500 000 (17 £ за HD)   |              |                  |
| 5 | 10 декабря  | Лондон, Великобритания. | Энтони Джошуа — Эрик Молина Диллиан Уайт—Дерек Чисора Луис Ортис—Дэвид Аллен Скотт Куигг—Хосе Кейтано Луис Консепсьон—Халид Яфаи Каллум Смит—Люк Блэкледж          | Sky Sports | 450 000 (17 £ за HD)   |              |                  |

## Рекорды и значимые события
- 21 мая Джермелл Чарло завоевал титул чемпиона мира по версии WBC и стал чемпионом мира одновременно со своим братом-близнецом Джермаллом Чарло (версия IBF). Впервые братья близнецы стали чемпионами мира, к тому же в один промежуток времени.
- 4 июня в поединке Орландо Салидо и Франсиско Варгаса был установлен мировой рекорд по количеству выброшенных силовых ударов за бой (1593 удара). Предыдущий рекорд держался с мая 2005 года, в поединке между Хесусом Чавесом и Карлосом Эрнандесом (1475 ударов).
- 11 июня Василий Ломаченко победил Романа Мартинеса, и установил мировой рекорд: стал чемпионом мира в двух весовых категориях за минимальный срок (7 боёв), предыдущий рекорд принадлежал Японцу Наоя Иноуэ, который стал чемпионом в двух весовых категориях за 8 боёв (2014 год).
- 17 сентября Александр Усик побил рекорд Эвандера Холифилда для первого тяжёлого веса, став чемпионом мира в 1-м тяжёлом весе в 10-м поединке на профессиональном ринге (Холифилд стал чемпионом в 1986 году в своём 12-м поединке)[3].

### Награды

#### Награды журнала The Ring
- Боксёр года —  Карл Фрэмптон
- Бой года —  Франсиско Варгас —  Орландо Салидо
- Нокаут года —  Сауль Альварес KO6  Амир Хан
- Апсет года —  Джо Смит мл. TKO1  Анджей Фонфара
- Возвращение года —  Андре Уорд
- Событие года — Смерть Мохаммеда Али
- Раунд года — Скендер Халили — Джексон Томпсон, раунд 2
- Проспект года —  Эриксон Лубин

### Умершие
- 4 июня на 75-м году жизни умер легендарный боксёр Мохаммед Али[4].
- 6 июня на 43-м году жизни умер боксёр тяжёлого веса и известный боец смешанных единоборств Кимбо Слайс[5].